# Acalypha oreopola
Acalypha oreopola é uma espécie de flor do gênero Acalypha, pertencente à família Euphorbiaceae.